# Thomas Hong-Soon Han
Thomas Hong-Soon Han (* 17. August 1943) ist ein südkoreanischer Ökonom.

## Leben
Thomas Hong-Soon Han studierte Ökonomie und wurde an der Päpstlichen Universität Gregoriana in Rom promoviert. Er ist Professor für Wirtschaftswissenschaften am „College of Business and Economics“ der Hankuk University of Foreign Studies (H.U.F.S.) in Seoul. Er war von 1988 bis 1990 und 1991 bis 1993 Dekan des College of Business and Economics, und von 2002 bis 2004 Dekan der Graduate School.
Im Jahr 2006 wurde er Präsident des Rats für das Apostolat der katholischen Laien in Korea, dessen Mitglied er seit 1984 ist. Er folgte John Bosco Sohn Byung-doo, der als erster Laie Präsident der jesuitischen Sogang University wurde. 2008 wurde er von Papst Benedikt XVI. zum ersten Generalrevisor für ökonomische Belange im Vatikan ernannt. Hong-Soon Han soll mit dem neu geschaffenen Amt künftig ein Wirtschaften gemäß der kirchlichen Sozialdoktrin garantieren und unter anderem dafür sorgen, dass die Kirche in humane Ressourcen investiert.
2010 gab er sein Amt als Präsident des Rats für das Apostolat der katholischen Laien in Korea auf und wurde neuer südkoreanischer Botschafter beim Heiligen Stuhl. Er ist Mitglied im Stiftungsrat der Päpstlichen Stiftung Centesimus Annus Pro Pontifice (CAPP).